# Ben Shelton
Benjamin Todd Shelton (Atlanta, Georgia; 9 de octubre de 2002), conocido deportivamente como Ben Shelton, es un tenista estadounidense.
Shelton hizo su debut en el cuadro principal de Grand Slam como wildcard en el Abierto de Estados Unidos de 2022. Ganó el Campeonato nacional juvenil de la USTA de 2016 en dobles. Jugó tenis universitario con los Florida Gators, donde ganó el título individual masculino en el Campeonato de la División I de Tenis Masculino de la NCAA en 2022. Ese mismo año, fue nombrado Jugador Nacional del Año de la ITA.

## Vida personal
Shelton es hijo del extenista profesional Bryan Shelton, entrenador del equipo masculino de tenis de los Florida Gators. Su madre, Lisa Witsken Shelton, también fue una tenista juvenil de alto nivel, y su tío, Todd Witsken, fue tenista profesional. Su hermana, Emma, jugó tenis universitario en Florida. Shelton nació en Atlanta, Georgia, ya que su padre era el entonces entrenador del equipo femenino de tenis de Georgia Tech. Se graduó de la escuela secundaria Buchholz y actualmente reside en Gainesville, Florida.

## ATP World Tour Masters 1000

### Títulos (1)
| Año  | Torneo  | Superficie | Outdoor/Indoor | Oponente en la final | Resultado           |
| 2025 | Toronto | Dura       | Indoor         | Karen Khachanov      | 6-7(5), 6-4, 7-6(3) |

## Títulos ATP (3; 3+0)

### Individual (3)
| Leyenda                         |
| Grand Slam (0)                  |
| ATP World Tour Finals (0)       |
| ATP Masters 1000 World Tour (1) |
| ATP World Tour 500 (1)          |
| ATP World Tour 250 (1)          |

| N.º | Fecha                 | Torneo  | Superficie    | Oponente en la final | Resultado           |
| --- | --------------------- | ------- | ------------- | -------------------- | ------------------- |
| 1.  | 22 de octubre de 2023 | Tokio   | Dura          | Aslán Karatsev       | 7-5, 6-1            |
| 2.  | 7 de abril de 2024    | Houston | Tierra batida | Frances Tiafoe       | 7-5, 4-6, 6-3       |
| 3.  | 7 de agosto de 2025   | Toronto | Dura          | Karen Khachanov      | 6-7(5), 6-4, 7-6(3) |

#### Finalista (2)
| N.º | Fecha                 | Torneo  | Superficie    | Oponente en la final       | Resultado   |
| --- | --------------------- | ------- | ------------- | -------------------------- | ----------- |
| 1.  | 27 de octubre de 2024 | Basilea | Dura (i)      | Giovanni Mpetshi Perricard | 4-6, 6-7(4) |
| 2.  | 20 de abril de 2025   | Múnich  | Tierra batida | Alexander Zverev           | 2-6, 4-6    |

### Dobles (0)
| Leyenda                         |
| ------------------------------- |
| Grand Slam (0)                  |
| ATP World Tour Finals (0)       |
| ATP World Tour Masters 1000 (0) |
| ATP World Tour 500 (0)          |
| ATP World Tour 250 (0)          |

#### Finalista (1)
| N.º | Fecha               | Torneo     | Superficie | Pareja             | Oponentes en la final          | Resultado           |
| --- | ------------------- | ---------- | ---------- | ------------------ | ------------------------------ | ------------------- |
| 1.  | 6 de agosto de 2023 | Washington | Dura       | Mackenzie McDonald | Máximo González Andrés Molteni | 7-6(4), 2-6, [6-10] |

## Campeonatos NCAA (1; 1+0)

### Individual (1)
| Títulos por Superficie |
| Dura (1)               |
| Tierra batida (0)      |
| Hierba (0)             |
| Indoor (0)             |
| Outdoor (1)            |

| N.º | Fecha              | Torneo                                     | Superficie | Oponente en la final | Resultado     |
| --- | ------------------ | ------------------------------------------ | ---------- | -------------------- | ------------- |
| 1.  | 28 de mayo de 2022 | NCAA División I, Champaign, Estados Unidos | Dura       | August Holmgren      | 4-6, 6-3, 6-2 |

## Clasificación histórica

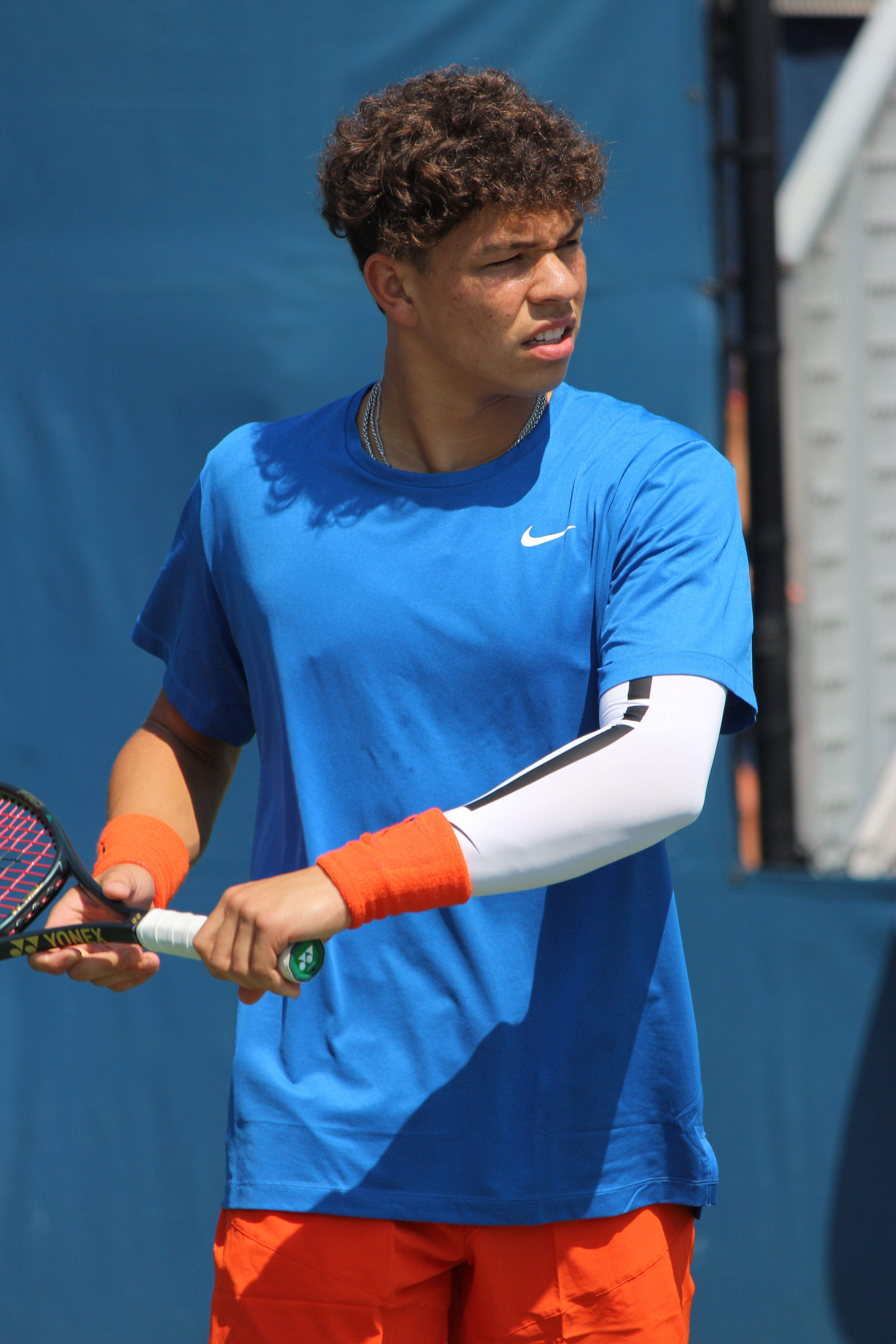
Shelton en el US Open 2022.

- Shelton en el US Open 2022.Actualizado a 8 de agosto de 2025 (Después del Masters de Canadá).

| Grand Slams                 |      |       |       |       |             |             |
| Australian Open             | A    | CF    | 3R    | SF    | 0 / 3       | 11-3        |
| Roland Garros               | A    | 1R    | 3R    | 4R    | 0 / 3       | 4-3         |
| Wimbledon                   | A    | 2R    | 4R    | CF    | 0 / 3       | 8-3         |
| US Open                     | 1R   | SF    | 3R    |       | 0 / 3       | 7-3         |
| Títulos                     | 0    | 0     | 0     | 0     | 0 / 12      | 30-12       |
| Ganados-Perdidos            | 0-1  | 10-4  | 9-4   | 11-3  | 0 / 12      | 30-12       |
| Torneos de final de año     |      |       |       |       |             |             |
| ATP Finals                  | NSC  | NSC   | NSC   |       | 0 / 0       | 0-0         |
| Next Gen ATP Finals         | NSC  | A     | <20   | <20   | 0 / 0       | 0-0         |
| Títulos                     | 0    | 0     | 0     | 0     | 0 / 0       | 0-0         |
| Ganados-Perdidos            | 0-0  | 0-0   | 0-0   | 0-0   | 0 / 0       | 0-0         |
| ATP World Tour Masters 1000 |      |       |       |       |             |             |
| Indian Wells                | A    | 2R    | 4R    | CF    | 0 / 3       | 6-3         |
| Miami                       | A    | 2R    | 3R    | 2R    | 0 / 3       | 1-3         |
| Montecarlo                  | A    | 1R    | A     | 1R    | 0 / 2       | 0-2         |
| Madrid                      | A    | 2R    | 3R    | 3R    | 0 / 3       | 2-3         |
| Roma                        | A    | 2R    | 3R    | 2R    | 0 / 3       | 1-3         |
| Canadá                      | A    | 2R    | 2R    | G     | 1 / 3       | 8-2         |
| Cincinnati                  | 3R   | 2R    | CF    |       | 0 / 3       | 6-3         |
| Shanghái                    | ND   | CF    | 4R    |       | 0 / 2       | 5-2         |
| París                       | A    | 1R    | 2R    |       | 0 / 2       | 1-2         |
| Títulos                     | 0    | 0     | 0     | 1     | 1 / 24      | 30-23       |
| Ganados-Perdidos            | 2-1  | 6-9   | 12-8  | 10-5  | 1 / 24      | 30-23       |
| Estadísticas                |      |       |       |       |             |             |
|                             | 2022 | 2023  | 2024  | 2025  | Totales     | Totales     |
| Torneos ATP jugados         | 3    | 25    | 25    | 17    | 70          | 70          |
| Torneos ATP ganados         | 0    | 1     | 1     | 1     | 3           | 3           |
| G/P                         | 3-3  | 26-24 | 42-26 | 32-16 | 3 / 70      | 103-69      |
| Ranking                     | 96   | 17    | 21    |       | $ 9,188,940 | $ 9,188,940 |

Leyenda
| G | F | SF | CF | #R | RR | C# | P# | NSC | NE | A | Z# | PO | O | P | B | ATP# | TI | TD | ND |

## Títulos ATP Challenger

### Individuales (3)
| N.° | Fecha                   | Torneo                        | Superficie | Oponente en la final | Resultado        |
| --- | ----------------------- | ----------------------------- | ---------- | -------------------- | ---------------- |
| 1.  | 6 de noviembre de 2022  | Challenger de Charlottesville | Dura (i)   | Christopher Eubanks  | 7-6(4), 7-5      |
| 2.  | 13 de noviembre de 2022 | Challenger de Knoxville       | Dura (i)   | Christopher Eubanks  | 6-3, 1-6, 7-6(4) |
| 3.  | 20 de noviembre de 2022 | Challenger de Champaign       | Dura (i)   | Aleksandar Vukic     | 0-6, 6-3, 6-2    |

### Finalista (3)
| N.° | Fecha                | Torneo                | Superficie | Oponente en la final | Resultado     |
| --- | -------------------- | --------------------- | ---------- | -------------------- | ------------- |
| 1.  | 17 de julio de 2022  | Challenger de Rome    | Dura (i)   | Wu Yibing            | 5-7, 3-6      |
| 2.  | 14 de agosto de 2022 | Challenger de Chicago | Dura       | Roman Safiullin      | 3-6, 6-4, 5-7 |
| 3.  | 9 de octubre de 2022 | Challenger de Tiburon | Dura       | Zachary Svajda       | 6-2, 2-6, 4-6 |

## Victorias sobre Top 10
| Año       | 2022 | 2023 | 2024 | 2025 | Total |
| --------- | ---- | ---- | ---- | ---- | ----- |
| Victorias | 1    | 2    | 2    | 2    | 7     |

| #    | Jugador         | Ranking | Torneo                                                | Superficie | Rd   | Resultado               | Ranking |
| 2022 | 2022            | 2022    | 2022                                                  | 2022       | 2022 | 2022                    | 2022    |
| ---- | --------------- | ------- | ----------------------------------------------------- | ---------- | ---- | ----------------------- | ------- |
| 1.   | Casper Ruud     | 5       | Masters de Cincinnati, Cincinnati, Estados Unidos     | Dura       | 2R   | 6–3, 6–3                | 229     |
| 2023 |                 |         |                                                       |            |      |                         |         |
| 2.   | Frances Tiafoe  | 10      | Abierto de Estados Unidos, Nueva York, Estados Unidos | Dura       | CF   | 6–2, 3–6, 7–6(9–7), 6–2 | 47      |
| 3.   | Jannik Sinner   | 4       | Masters de Shanghái, Shanghái, China                  | Dura       | 4R   | 2–6, 6–3, 7–6(7–5)      | 20      |
| 2024 |                 |         |                                                       |            |      |                         |         |
| 4.   | Daniil Medvédev | 5       | Laver Cup, Berlín, Alemania                           | Dura (i)   | RR   | 6–7(6–8), 7–5, [10–7]   | 17      |
| 5.   | Andréi Rubliov  | 7       | Torneo de Basilea, Basilea, Suiza                     | Dura (i)   | CF   | 7–5, 6–7(3–7), 6–4      | 23      |
| 2025 |                 |         |                                                       |            |      |                         |         |
| 6.   | Alex de Minaur  | 8       | Masters de Canadá, Toronto, Canadá                    | Dura       | CF   | 6–3, 6–4                | 7       |
| 7.   | Taylor Fritz    | 4       | Masters de Canadá, Toronto, Canadá                    | Dura       | SF   | 6–4, 6–3                | 7       |